# Чандрасен Ратхор
Чандрасен Ратхор або Рао Чандра Сена (*राव च्ंद्रसेन, д/н — 1581) — раджа Марвару в 1562—1581 роках (фактично до 1565 року).

## Життєпис
Походив з раджпутського клану Ратхор. Третій син Малдеви, раджи Марвару. Замолоду брав участь у походах батька проти султана Шер Шаха Сурі. У 1562 році перед смертю в обхід традицій Чандрасену було призначено спадкоємцем трону.
Незабаром Малдева помер, й Чандрасена захопив князівську столицю Джодхпур, оголосивши себе раджою. Проте старший брат Удай Сінґх не визнав це. В результаті розпочалася боротьба за владу. Цим скористався могольський падишах Акбар, що рушив на князівство Марвар. Проти Чандрасена виступили раджи Біканери та Амери з клану Ратхор. У вирішальній битві, що відбулася 1563 року, раджа Марвару зазнав нищівної поразки.
Втім він продовжив боротьбу проти Великих Моголів, поки у 1565 році не втратив Джодхпур. Проте Чандрасена не скорився й продовжував боротьбу проти могольських військовиків та їхнього союзника Удай Сінґха. Новою резиденцією стало місто Бгадраджун. 1570 року вимушен був прибути на Нагаура, де падишах акбар мав розв'язати суперечку братів. Не досягши бажаного, вимушен був залишити заручником сина Рай Сінґха.
1571 року могольське військо захопило Бгаджаджун. Чандрасен втік до фортеці Сівана. Невдовзі перебрався до Меврау, де одружився з донькою меварського магарани Удай Сінґха II. Проте план спільних дій зірвався через смерть правителя Мевару, а новим магарана Пратап Сінґх відмовив у допомозі. В результаті Чандрасен повернувся до Сівану. тут 1575 року був атакований новим могольським військом на чолі із Шах кулі-ханом. 1576 року фортеця впала, а Чандрасена втік до гірської місцевості Піплод.
1580 року Аскаран Гухіла, магаравал Дунгарпура, повідомив Акбара про місце перебування Чандрасени, внаслідок чого той відступив до пагорбів Сарандра, звідки продовжив боротьбу. Перетворив місто Соджат на нову резиденцію. У 1581 році помер на перевалі Сіріарі від хвороби або поранення. Керування Марваром перейшло до могольських намісників. Лише 1583 року князівство перебрав Удай Сінґху.